# Clarence
A Clarence 2014 és 2018 között vetített amerikai televíziós számítógépes animációs vígjátéksorozat, amelyet Skyler Page alkotott.
Amerikában 2014. február 17-én mutatta be a Cartoon Network számára. Magyarul 2014. november 24-én mutatták be szintén a Cartoon Networkön.
A széria egy Clarence nevű kisiskolásról és barátairól szól. A sorozat alkotóját Skyler Page-et a CN Studios elbocsátott szexuális zaklatás miatt.

## Tartalom
A sorozat középpontjában a mindennapi élet Clarence Wendle, egy szellemes, szórakoztató-szerető fiú, és a legjobb barátai: Jeff, aki a szellemi típusú, és a Sumo, aki gyakran használ drasztikus intézkedéseket, ha a problémák megoldásában.
Clarence az elvált édesanyjával, Mary-vel és a barátjával Chaddal él a kitalált városban Aberdale, Arizona a Phoenix közelében található. Minden epizód középpontjában a mindennapi élet helyzeteket és problémákat, Clarence és barátai találkoznak, és a mindennapi kalandok és az élet tapasztalatait, mint a gyerekek.
Más karakterek közé tartoznak a hallgatók és a tanárok az Aberdale elemi, Clarence iskolája. Egyes epizódok középpontjában az támogató karakterek, mint a polgárok Aberdale és osztálytársai az Clarence.

## Szereplők

### Főszereplők / fontosabb mellékszereplők
- Clarence – Egy játékos kisiskolás, akit az egész világ érdekel. Mindenben képes meglátni a jót, ezzel hajlamos mások agyára menni.
- Sumo – Clarence egyik legjobb barátja, egy szegény családból származó fiú, akinek tíz testvére van. Szeret rosszalkodni és nagyon ravasz.
- Jeff – Clarence másik legjobb barátja, Sumo teljes ellentéte. Nagyon okos és kifinomult, vannak furcsa dolgai, sok mindenre érzékeny.
- Mary – Clarence anyja. Elvált nő, Chad az új élettársa, ketten nevelik Clarence-t.
- Chad – Mary élettársa, Clarence nevelőapja. Kicsit sem kulturált, viszont nagyon játékos, így jól kijön a nevelt fiával.
- Belson – Gazdag család sarja, videójáték-gyűjtő. Folyton morcos, csak érdekbarátságai vannak. Anyja gyakorlatilag egyedül neveli, mert apja folyton úton van.
- Ms. Melanie Baker – Tanítónő a helyi iskolában, Clarence osztályfőnöke. 32 éves.
- Mr. Reese – Idős, szigorú tanár, Ms. Baker udvarlója. A 15. epizódban kiderül, hogy egykor rendőr volt.
- Ms. Brenda Shoop – A flegma büntetőtanár.
- Amy – Clarence közeli szomszédja. Neki is elváltak a szülei. Szeret túrázni.
- Malessica – Kimby egyik barátja, egy ideig bele volt zúgva Jeffbe.
- Kimby – Fiatal, félénk lány, Melessica és Courtlin barátnője.
- Courtlin – Alacsony, barna bőrű lány, hatalmas copffal. Közeli barátja Kimby és Melessica.
- Dustin – Benson egyik barátja, szeret sportolni.
- Nathan – Benson másik barátja, aki magas, izmos és kopasz. Feje enyhén négyzet alakú.
- Breehn – Clarence félénk osztálytársa, allergiás a mogyoróra.
- Chelsea – Barna bőrű, fogszabályzós, hatalmas hajú lány, aki nem szereti, ha nemkívánatos személyként tartják számon.
- Percy – Alacsony, szőke hajú, félénk fiú, aki jó barátságban van Clarence-szel, Sumo-val és Jeff-el.
- Josh – 21-22 éves fiú, akinek folyton változik a foglalkozása, mivel minden állását megnehezíti Clarence és barátai. Valamint miattuk rendszeresen fizikai sérüléseket szenved.

### Kisebb mellékszereplők
- Walter – Breehn szigorú, sznob apja. Tiffany felesége.
- Tiffany – Walter felesége, túl sokat vár Breehn-től.
- Lucy – A tisztaságügyi szolgálat dolgozója, ő önti a szemetesek tartalmát a kukásautóba. Clarence közeli barátja, bár néha idegesít is a fiú.
- Gary – A kukásautó sofőrje, Lucy kollégája, akinek a szakmája miatt súlyosan megsérült a kézfeje.
- Darlie – Szürkéskék, csuklyás pulóvert viselő lány, aki furcsa, hátranyúló, merev frizurát visel (ezt mindig a csuklyájával takarja el).
- Ashley – Az iskolai papirhajtógatás klub egyik tagja. Egy ideig Clarence barátnője volt.
- Crendle – Alacsony, fésült barna hajú fiú, Clarence osztálytársa. Nagyon félénk és ideges.
- Guyler – Halvány bőrű, hosszú nyakú fiú, akinek a nyakát és száját teljesen eltakarja a pulóvere. Nem beszél. Clarence osztálytársa.
- Debbie – Magas, vékony, szőke hajú lány, Clarence osztálytársa. Általában az első sorban ül.
- Allison – Clarence osztálytársa, Chelsea legjobb barátnője. Sápadt, vékony, barna hajú lány.
- Try – A korához képest magas, szeplős, orr nélküli fiú, Clarence osztálytársa. Mély hangon beszél.
- Gilben – Clarence osztálytársa. Bézs hajú, lila inges fiú, enyhén lányos kinézettel. Jeff nem kedveli őt.
- Memo – Magas, sötétbarna, vállig érő hajó fiú, Clarence osztálytársa.
- Rita – Fekete hajú és szemű, kék ruhás lány, Clarence osztálytársa.
- Patsie – Szorgalmas, szőke hajú kislány, Clarence osztálytársa.
- Marlie – Ízléses, rózsaszín és lila ruhás lány, Clarence osztálytársa.
- Kennan – Széles hátú, kissé gömb alakú fiú. Nagy kék, cipzáros pulóvert visel. Clarence osztálytársa.
- Vu – Bézs bőrű, fekete fiú, zöld pólós lány. Energetikus és gyors. Clarence osztálytársa.
- John-George – Barna hajú, sárga inges fiú. Clarence osztálytársa.
- Gabbie – Barna hajú, rózsaszín-kék ruhás kislány. Clarence osztálytársa.
- Camden – Gyömbér hajú, lila inges fiú. Nincsenek szempillái. Édesanyja feltehetőleg elhunyt. Clarence osztálytársa.
- Samuel – Zöld pólót és rövid farmert viselő fiú. Clarence osztálytársa.
- Brady – Visszahúzódó, gyakran néma kisfiú, Clarence jó barátja és iskolatársa..
- Mavis – Rövid vörös hajú lány, tetszik Brady-nek. Félénk természetű. Clarence iskolatársa.
- Blaide – Fekete hajú, bab alakú fejű, csíkos pólót viselő fiú. Idegenkedve beszél. Clarence iskolatársa.
- Heida – Pufók, szeplős arcú lány, Darlie barátja. Clarence iskolatársa.
- Julien – Magas, sovány, kopasz fiú, aki kissé hasonlít Sumo-ra. Elmondása szerint egyszer lepetézett a karjában egy bagócslégy, de az orvosok kiszedték belőle.
- Emilio – Alacsony, barna bőrű fiú, aki visszahúzódó, keveset beszélő szereplő. Érti a spanyol nyelvet.
- Reed – Ovális szemüveget viselő, kacsaajkú fiú. Clarence iskolatársa.
- Coco – Szemüveges, nagy ajkú, sárga inget viselő lány. Clarence iskolatársa.
- Amy Shutzger – Korához képest nagy termetű lány. Szerelmes Jeff-be. Clarence osztálytársa.
- Randy - Újságkihordó fiú

## Epizódok
| Évad | Évad  | Részek száma | Részek száma | Eredeti sugárzás  | Eredeti sugárzás  | Magyar sugárzás    | Magyar sugárzás   |
| Évad | Évad  | Részek száma | Részek száma | Évadbemutató      | Évadzáró          | Évadbemutató       | Évadzáró          |
| ---- | ----- | ------------ | ------------ | ----------------- | ----------------- | ------------------ | ----------------- |
|      | Pilot | Pilot        | Pilot        | 2014. február 17. | 2014. február 17. | nem adták le       | nem adták le      |
|      | 1.    | 51           | 51           | 2014. április 14. | 2015. október 27. | 2014. november 24. | 2016. június 6.   |
|      | 2.    | 39           | 39           | 2016. január 18.  | 2017. február 3.  | 2016. november 21. | 2017. április 14. |
|      | 3.    | 40           | 40           | 2017. február 10. | 2018. június 24.  | 2017. október 2.   | 2018. április 27. |

## Szereposztás

### Főszereplők
| Szereplő                   | Eredeti hang                                     | Magyar hang           |
| -------------------------- | ------------------------------------------------ | --------------------- |
| Clarence Wendle            | Skyler Page (1. hang) Spencer Rothbell (2. hang) | Szilvási Dániel       |
| Jeffrey "Jeff" Randell     | Sean Giambrone                                   | ifj. Boldog Gábor     |
| Ryan "Sumo" Sumouski       | Tom Kenny                                        | Berkes Bence          |
| Mary Wendle                | Katie Crown                                      | Zakariás Éva          |
| Charles "Chad" Caswell III | Eric Edelstein                                   | Gubányi György István |

### Mellékszereplők
| Szereplő               | Eredeti hang                                                        | Magyar hang                                       |
| ---------------------- | ------------------------------------------------------------------- | ------------------------------------------------- |
| Chelsea Keezheekoni    | Grace Kaufman                                                       | Pekár Adrienn                                     |
| Ms. Melanie Baker      | Katie Crown                                                         | Bertalan Ágnes                                    |
| Ms. Brenda Shoop       | Oláh Orsolya (1. hang) Némedi Mari (2. hang) Réti Szilvia (3. hang) |                                                   |
| Belson Noles           | Roger Craig Smith                                                   | Szalay Csongor                                    |
| Percy Dahmer           | Roger Craig Smith                                                   | Straub Norbert (1. hang) Seder Gábor (2. hang)    |
| Dustin Conway          | Kyle Arem                                                           | Pál Dániel Máté                                   |
| Brady Brown            | Daniel DiMaggio                                                     | Pál Dániel Máté                                   |
| Breehn                 | Joshua Rush                                                         | Pál Dániel Máté (1. hang) Baráth István (2. hang) |
| Julien                 | Joshua Rush                                                         | Bogdán Gergő                                      |
| Courtlin               | Tayler Buck                                                         | Lamboni Anna                                      |
| Joshua "Josh" Maverick | Brent Popolizio                                                     | Czető Ádám (1. hang) Kisfalusi Lehel (2. hang)    |
| Amy Gillis             | Ava Acres                                                           | Koller Virág                                      |
| Emilio                 | Enrique Contreras                                                   | Császár András                                    |
| Mr. Jim Reese          | Skyler Page (1. hang) Donovan Patton (2. hang)                      | Kajtár Róbert Kapácsy Miklós (1 rész)             |
| Walt                   | Dave Wittenberg                                                     | Vári Attila                                       |
| Tiffany                | Abigail Revasch                                                     | Ősi Ildikó                                        |
| Larry                  | Skyler Page (1. hang) Spencer Rothbell (2. hang)                    | Kajtár Róbert                                     |
| Balance                | Spencer Rothbell                                                    | Törköly Levente                                   |

### Magyar változat
A szinkront a Turner Broadcasting System megbízásából a Digital Media Services (1. évad első fele) és az SDI Media Hungary (1. évad második felétől) készítette.
Magyar szöveg: Molnár Melinda
Hangmérnök: Weichinger Kálmán
Vágó:
Gyártásvezető:
Szinkronrendező:
Produkciós vezető: Varga Fruzsina
Felolvasó: Endrédi Máté
További magyar hangok
- Csuha Lajos – Buckey O’Neill
- Czető Ádám – Sumo barna hajú bátyja
- Halász Aranka – Candy, Cloris
- Hermann Lilla – Túra Kate
- Jelinek Éva – Ashley (1. hang)
- Kapácsy Miklós – Marianio, egyik kazánszerelő
- Kocsis Mariann – Lucy
- Nádasi Veronika – Megan
- Németh Kriszta – Ms. Julep
- Pekár Adrienn – Aranyhal
- Seder Gábor – műsorvezető
- Szokol Péter – Willy
- Tamási Nikolett – Bella